# Federico Gatti
Federico Gatti, född 24 juni 1998 i Rivoli, är en italiensk fotbollsspelare (försvarare) som spelar för Juventus i Serie A.

## Klubbkarriär
Gatti debuterade för Juventus i Serie A den 31 augusti 2022 i en 2–0-vinst över Spezia.

## Landslagskarriär
Gatti debuterade för Italiens landslag den 11 juni 2022 i en 0–0-match mot England.